# Alice Timbilil
Alice Jemeli (Alice) Timbilil (Moiben, 1 februari 1983) is een Keniaanse atlete, die gespecialiseerd is in de lange afstand. Ze nam tweemaal deel aan de Olympische Spelen, maar won hierbij geen medailles. Met haar persoonlijke records op de 5000 m en de 10.000 m behoort ze tot de snelste vrouwen ter wereld.

## Biografie
Op negentienjarige leeftijd boekte Timbilil haar eerste succes met het winnen van de 10.000 m bij de Keniaanse kampioenschappen. In datzelfde jaar won ze een gouden medaille op de 3000 m bij de wereldkampioenschappen voor B-junioren in het Poolse Bydgoszcz. Een jaar later won ze zilver bij het WK veldlopen voor junioren. In 2005 won ze een zilveren medaille op het WK veldlopen voor senioren.
In 2000 maakte Alice Timbilil haar olympische debuut op de 10.000 m bij de Olympische Spelen van Sydney. Ze drong door tot de finale en behaalde daarin een veertiende plaats in 31.50,22. Vier jaar later moest ze tijdens de Olympische Spelen van Athene op de 10.000 m met een tijd van 32.12,57 genoegen nemen met een zestiende plaats. In 2004 won ze ook de Giro Media Blenio, een wegwedstrijd over 5 km, in 15.55,4. Een jaar later verbeterde ze het parcoursrecord op dit evenement tot 15.31,1.
In 2008 maakte ze de overstap naar de marathon. Bij de marathon van Parijs behaalde ze dat jaar een vijfde plaats in 2:26.46. Haar grootste prestatie op de klassieke afstand behaalde Timbilil in 2010 met het winnen van de 32e marathon van Amsterdam. Bij het 30 kilometerpunt liep ze samen met vier Ethiopiërs, namelijk Eyerusalem Kuma, de winnares van het jaar ervoor en Robe Guta, Woinshet Girma en Shitaye Bedaso. Vijf kilometer later had ze deze allemaal afgeschud en liep alleen aan de leiding van de wedstrijd. Ze liep stevig door en klokte op de finish een tijd van 2:25.02. Hiermee bleef zij ruim verwijderd van het parcoursrecord, dat sinds 2002 op 2:22.19 staat. Kume werd tweede in 2:27.01.
Alice Timbilil is de nicht van Nancy Langat. Zij werd in 2004 Afrikaans kampioene op de 800 m en nam deel aan de Olympische Spelen. Haar man is boer, maar doet ook aan hardlopen. Hij helpt haar bij de snelheidstrainingen in de ochtend en gaat daarna werken op het land.

## Titels
- Keniaans kampioene 10.000 m - 1999
- Keniaans kampioene veldlopen - 2003, 2004
- Wereldkampioene B-junioren 3000 m - 1999

## Persoonlijke records
Baan
| Onderdeel | Prestatie | Datum        | Plaats  |
| --------- | --------- | ------------ | ------- |
| 3000 m    | 8.40,76   | 1 juli 2005  | Parijs  |
| 5000 m    | 14.47,06  | 8 juli 2005  | Rome    |
| 10.000 m  | 31.23,99  | 18 juni 2004 | Utrecht |

Weg
| Onderdeel      | Prestatie | Datum             | Plaats       |
| -------------- | --------- | ----------------- | ------------ |
| 10 km          | 31.25     | 1 mei 2010        | Marseille    |
| 15 km          | 48.15     | 11 juli 2010      | Utica        |
| 20 km          | 1:05.31   | 14 oktober 2007   | Udine        |
| halve marathon | 1:08.56   | 16 september 2007 | Philadelphia |
| 25 km          | 1:24.38   | 9 mei 2010        | Berlijn      |
| 30 km          | 1:43.59   | 17 oktober 2010   | Amsterdam    |
| marathon       | 2:25.03   | 17 oktober 2010   | Amsterdam    |

## Palmares

### 3000 m
Kampioenschappen
- 1999:  WK Youth Trials in Nairobi - 9.03,8
- 1999:  WK junioren B - 9.01,99
- 2003:  Palio della Quercia in Rovereto - 9.01,55
- 2004:  Meeting Gaz de France in Parijs - 8.42,01
- 2004:  DN Galan - 8.43,16
- 2004: 7e Wereldatletiekfinale - 8.50,46
- 2005:  Meeting de Atletismo Sevilla - 9.05,93

Golden League-podiumplek
- 2004:  Meeting Gaz de France – 8.42,01

### 5000 m
- 2000:  KAAA Energizer Weekend Meeting in Eldoret - 16.19,4
- 2004: 5e Meeting de Atletismo Sevilla - 15.14,85
- 2004: 4e Memorial Van Damme - 15.05,49
- 2004: 5e ISTAF - 15.09,71
- 2005:  FBK Games - 14.57,32
- 2004: 6e Wereldatletiekfinale - 15.28,18
- 2007:  Memorial Artur Takac International Meeting in Belgrado - 15.35,20

### 10.000 m
- 1999:  KAAA Weekend Meeting in Eldoret - 32.02,2
- 1999:  Keniaanse kamp. in Nairobi - 32.34,3
- 2000:  Keniaanse olympische Trials in Nairobi - 32.18,0
- 2000: 14e OS - 31.50,22
- 2002:  Keniaanse kamp. in Nairobi - 32.54,0
- 2004:  Olympische kwalificatiewedstrijd voor vrouwen in Utrecht - 31.23,99
- 2004:  Keniaanse olympische Trials in Nairobi - 32.12,1
- 2005:  Keniaanse WK Trials in Nairobi - 31.45,4
- 2004: 16e OS - 32.12,57
- 2008: 5e Keniaanse olympische Trials in Nairobi - 32.40,2

### 5 km
- 2004:  Giro Media Blenio in Dongio - 15.55,4
- 2005:  Giro Media Blenio in Dongio - 15.31,1
- 2010:  Shoe4Africa Women's Race in Iten - 16.39
- 2011:  Corrida de Mulher in Lissabon - 15.40

### 10 km
- 2002:  Corrinfesta in San Daniele Del Friuli - 34.28
- 2004:  Counseil General in Marseille - 32.29
- 2007:  Atlanta Journal-Constitution Peachtree - 31.47
- 2008:  Corrida dos Reis in Cuiaba - 35.25
- 2009:  Atlanta Journal-Constitution Peachtree - 31.33
- 2010:  Conseil Général in Marseille - 31.25
- 2010:  Peachtree Road Race in Atlanta - 31.12
- 2011:  Peachtree Road Race in Atlanta - 31.48

### 15 km
- 2007:  Utica Boilermaker - 49.25
- 2007:  São Silvestre in São Paulo - 53.07
- 2009:  Utica Boilermaker - 49.32
- 2010:  Utica Boilermaker - 48.15
- 2010:  São Sylvestre in Sao Paulo - 50.19
- 2011:  Utica Boilermaker - 48.41

### halve marathon
- 2007:  halve marathon van Coban - 1:13.38
- 2007:  halve marathon van Saltillo - 1:12.41
- 2007:  halve marathon van Philadelphia - 1:08.56
- 2007: 9e WK in Udine - 1:09.09
- 2007:  halve marathon van New Delhi - 1:10.40
- 2008: 4e halve marathon van Ras al-Khaimah - 1:12.31
- 2008: 4e halve marathon van New York - 1:11.09
- 2008:  halve marathon van Lissabon - 1:10.13
- 2009:  halve marathon van Lissabon - 1:09.00
- 2010:  halve marathon van Ostia - 1:10.34
- 2010:  halve marathon van Lissabon - 1:10.07
- 2011:  halve marathon van Goyang - 1:11.11
- 2013:  halve marathon van Kisii - 1:16.04
- 2015:  halve marathon van Lanling - 1:12.34

### 25 km
- 2010:  25 km van Berlijn - 1:24.38

### marathon
- 2008: 5e marathon van Parijs - 2:26.46
- 2008:  marathon van Honolulu - 2:37.31
- 2009: 9e Boston Marathon - 2:36.25
- 2009: 5e marathon van Peking - 2:35.42
- 2010:  marathon van Amsterdam - 2:25.03
- 2011: 9e Boston Marathon - 2:26.34
- 2013:  marathon van Amsterdam - 2:28.36
- 2014:  marathon van Taipei - 2:34.55
- 2015: 8e marathon van Chongqing - 2:32.30
- 2015: 5e marathon van Lanzhou - 2:32.49
- 2016:  marathon van Lagos - 2:38.49

### veldlopen
- 2000:  WK junioren in Vilamoura - 20.35
- 2001: 16e WK junioren in Oostende - 22.54
- 2003:  Keniaanse kamp. in Nairobi - 26.56
- 2003: 14e WK lange afstand - 27.34
- 2004:  Keniaanse kamp. in Nairobi - 26.46
- 2004: 4e WK lange afstand in Brussel - 27.36
- 2005:  Cross Memorial Juan Muguerza (6,47 km) - 22.20
- 2005:  WK lange afstand - 26.37